# آرتور نرسسیان
آرتور نرسسیان (ارمنی: [] Error: {{Lang}}: فاقد متن (راهنما)؛
انگلیسی: Arthur Nersesian؛ زادهٔ ۱ ژانویهٔ ۱۹۵۸) رمان‌نویس، نمایشنامه‌نویس و شاعر ارمنی‌تبار اهل ایالات متحده آمریکا است.
وی در سال ۲۰۰۵ به خاطر نگارش رمان «Unlubricated» برنده جایزه ادبی آناهید (Anahid Literary Prize) در زمینه ادبیات ارمنی شد.